# Francesc Soto i Mas
Francesc Soto i Mas (Camins al Grau, València, 14 de novembre de 1890 - Cauçada, Llenguadoc, França, 29 d'abril de 1941) va ser un polític valencià, regidor a l'Ajuntament de València amb l'Agrupació Valencianista Republicana (1931-1933) i el Partit Valencianista d'Esquerra (1936-1939).

## Biografia
Membre de Joventut Valencianista, va participar en l'organització de l'Acte d'Afirmació Valencianista del 26 de juliol de 1914, on participaren valencianistes de totes les tendències polítiques, amb l'excepció de Lo Rat Penat, baix un programa de mínims: oficialitat de la llengua i reconeixement de la personalitat pròpia i autonomia administrativa.
El 20 d'agost de 1918 va publicar l'article «Socialismo y valencianismo» a La Correspondencia de Valencia, on va definir la ideologia de la Unió Valencianista Regional, de la qual era militant, com un grup nacionalista democràtic que comporenia des del republicanisme conservador fins a les «amples i redemptores doctrines de Marx».
Va ser un dels responsables de la reapertura de la publicació Pàtria Nova, clausurada pel règim de Primo de Rivera, i va ser un dels fundadors d'Agrupació Valencianista Republicana, partit que s'uniria a la candidatura d'esquerres a les eleccions municipals espanyoles de 1931.
AVR aconseguiria dos regidors: El mateix Soto i Enric Duran. Ells dos, junt a Joaquim Reig, que va ser escollit per la Unió Valencianista dins la candidatura de les dretes, van formar un grup municipal valencianista, acordant plena llibertat de vot, excepte en les qüestions que afectaren l'actuació municipal en l'aspecte valencianista, polític i administratiu. Agrupació Valencianista Republicana esdevindria el Partit Valencianista d'Esquerra en desembre de 1935, i en febrer de 1936 Soto tornaria a ser elegit regidor dins de les llistes del Front d'Esquerres, esta vegada amb altres quatre companys de partit.
Dins de l'activisme cultural, va ser tresorer del consell directiu de Proa, Consell de Cultura i Relacions Valencianes (1935), que tenia per objectiu esdevindre una promotora cultural, però serà també punt de trobada del valencianisme, promovent les relacions del País Valencià amb Catalunya i, fins i tot intentà establir contactes amb organitzacions polítiques afins de Galícia i el País Basc.